# Péter Bornemisza
Dans le nom hongrois Bornemisza Péter, le nom de famille précède le prénom, mais cet article utilise l’ordre habituel en français Péter Bornemisza, où le prénom précède le nom.
Péter Bornemisza ([ˈpeːtɛɾ], [ˈboɾnɛmisɒ]), né le 22 février 1535 à Pest et décédé en 1584 à Rárbok, était un pasteur et écrivain hongrois.